# Silene littorea
Espèce
Silene littorea est une espèce de plantes de la famille des Caryophyllacées.